# G‘uzor
Gʻuzor (tiếng Uzbek: Gʻuzor; tiếng Tajik: Гузор; tiếng Nga: Гузар, đã Latinh hoá: Guzar; tiếng Ba Tư: گذار) là một thành phố thuộc tỉnh Qashqadaryo của Uzbekistan, đóng vai trò là trung tâm hành chính của huyện Gʻuzor. Vào năm 2016, dân số thành phố là 24.500 người.

## Lịch sử
G‘uzor được coi là một trong những đô thị quan trọng nhất của Hãn quốc Bukhara. Vị thế thành phố được cấp cho nơi này vào năm 1977. Có một nghĩa trang quân sự Ba Lan ở G‘uzor.